# Santi Quasimodo
Santi Quasimodo, detto Sante (Aragona Caldare, 20 febbraio 1887 – Brescia, 1º maggio 1945), è stato un generale italiano.

## Biografia
Figlio di Vincenzo e Rosa Papandrea, militare di carriera. Tenente del Regio esercito nel 1912, prese parte alla guerra italo-turca in Libia, ricevendo una medaglia di bronzo al Valor militare. Promosso Maggiore nel corso della prima guerra mondiale fu insignito di un'altra medaglia di bronzo al Valor militare nel novembre 1918. Nel 1921 si sposò con Oliva Barbiera.
Aderì al fascismo, e nella seconda metà degli anni venti passò alla Milizia Volontaria per la Sicurezza Nazionale (MVSN), con il grado di Console (colonnello) alla 171ª legione a Palermo. Fu successivamente trasferito a Catania al comando della 167ª Legione Camicie nere. Nel 1930 divenne segretario federale del PNF di Catania, dove tra l'altro fu il primo presidente della Società Sportiva Catania.
Promosso console generale (generale di brigata) nel 1934 venne destinato al comando del 31º Gruppo Legioni Sassari. Nel 1936 fu durante la guerra d'Etiopia al Governatorato di Addis Abeba. Nel 1937 ricevette una medaglia d'argento al V.M., perché al comando del gruppo CCNN "Barca" sgominò bande di predoni nella Dancalia Meridionale. Nel 1938 guidò il 13º Gruppo a Verna e nel 1940 il 9º a Bologna.
Prese parte alla seconda guerra mondiale; nel 1940 fu sul fronte d'Albania. Promosso Luogotenente generale (generale di divisione), fu comandante dei gruppi da sbarco dei Battaglioni M, che nel 1942 in Sardegna si preparavano all'invasione di Malta, poi non effettuata. Si trovò il 25 luglio 1943 a Tolone al comando del II Gruppo battaglioni da sbarco Battaglioni M "Vicenza" e "Treviso".
Dopo l'8 settembre 1943 venne arrestato dai tedeschi. Rilasciato grazie al Maresciallo Rodolfo Graziani, al quale lo legava un'antica amicizia, aderì alla Repubblica Sociale Italiana dove Graziani divenne ministro della Difesa. Fu nominato generale della Guardia Nazionale Repubblicana e assegnato al Quartier generale.
Dopo il 25 aprile 1945 si trovò a Milano, ospite per qualche giorno del nipote, lo scrittore Salvatore Quasimodo. Scomparve nel bresciano in quei "giorni di odio". Considerato disperso, il suo corpo non verrà mai più trovato, lasciando la moglie e i 4 figli in Sicilia, a Palermo.